# Нови Загреб — запад
Нови Загреб - запад је градска четврт у управном уређењу града Загреба.
Градска четврт је основана Статутом Града Загреба 14. децембра 1999. године, и чини половину традиционалног дела Загреба званог Нови Загреб.
По подацима из 2001. површина четврти је 62,6 km², а број становника 48.981.
Четврт се може поделити на високоурбанизовани део Новог Загреба и самостална насеља, од којих је најзначајније Реметинец.
Четврт обухвата следећа насеља: 
- градска: Ланиште, Кајзерица, Сигет, Савски гај и Трнско;
- приградска: Блато, Ботинец, Чехи, Храшће Туропољско, Хрватски Лесковац, Јеждовец, Лучко, Мала Млака, Одра, Реметинец, и Света Клара.

Четврт је позната по Загребачком велесајму, хиподрому и трговачком центру Avenue Mall.